# Iglesia de San Juan Bautista (Coyoacán)
La Parroquia de San Juan Bautista en Coyoacán, es un templo de culto católico localizado en Villa Coyoacán. También es un emblema de la propia localidad y símbolo de la belleza del barroco novohispano.

## Historia
Apenas ocho años después de consumada la conquista, Hernán Cortés decidió generosamente otorgar un terreno bastante amplio a un grupo de frailes Franciscanos. Este predio de acuerdo con el cronista Salvador Novo, estaba formado de piso de cemento, fachada de cantera roja, muros de piedra volcánica labrada e incluso un adoratorio decorado con chapa de oro.
Precisamente sobre este adoratorio, los monjes edificaron en 30 años (1522-1552) el Convento, el templo y la huerta de San Juan Bautista, en lo que abarcaba una superficie de casi 20 000 m2 de lo que actualmente es el parque de Coyoacán.
A lo largo de más de cuatro siglos, la iglesia fue reedificada en 1804 y remodelada de 1926 a 1947. Sin embargo, no ha perdido un ápice su belleza exterior e interior, e incluso, ha sido ornamentada con valiosas pinturas.
La iglesia original constaba de tres naves; la mayor y más alta se ubicaba en el centro y estaba cubierta con vigas de cedro apoyadas en zapatas sencillamente labradas. El coro y presbiterio estaban separados de la nave mayor, ya que la disposición de éstas era exactamente a la manera de una Basílica romana. En las puertas había un estilo plateresco, mientras que las pilas bautismales tenían caracteres precortesianos.
De acuerdo con otra descripción, la fachada era de sobria arquitectura plateresca; la torre está adornada por pilastrones en orden Toscano; estaba sostenida por columnas Jónicas y dos de origen Salomónico; una cúpula en forma de media naranja; la puerta de entrada es de madera labrada; el altar central termina en un tono Churrigueresco todo de madera de cedro con escalones de granito. Además hay dos retablos barrocos en las paredes. Las diferencias de estilos arquitectónicos y decorativos surgieron de los varios cambios realizados a través de las épocas.
La historia de este inmueble es larga y por ende, llena de anécdotas y sucesos, unos curiosos, otros tristes e insólitos. En 1906 con base en un "valor a juicio de personas inteligentes", los 19 mil 441 metros cuadrados tenían un costo de 120 pesos. Dos años más tarde, la municipalidad de Coyoacán determinó establecer rejas de fierro en torno a la Iglesia, con el propósito de evitar "faltas que pugnan con la moral".
Entretanto, el panteón que fue levantado posterior a la construcción original, había sido clausurado, mientras que la huerta había sido asignada a particulares.
Ya en 1918 debió de ampliarse el espacio que ocupaba buena parte del atrio, para el paso del tranvía eléctrico y los autos y de esta manera, trazar una ruta corta al pueblo de San Ángel, lo que dio paso a una hermosa alameda, que es la actual Plaza Hidalgo, con lo que se redujo el frente del atrio a 46 metros cuadrados. En ese entonces, el Gobierno Federal compró al municipio coyoacanense todo este terreno de seis mil 528 metros cuadrados en 32 mil pesos, pagaderos en cinco años. Deuda que luego de más de 10 años fue anulada.

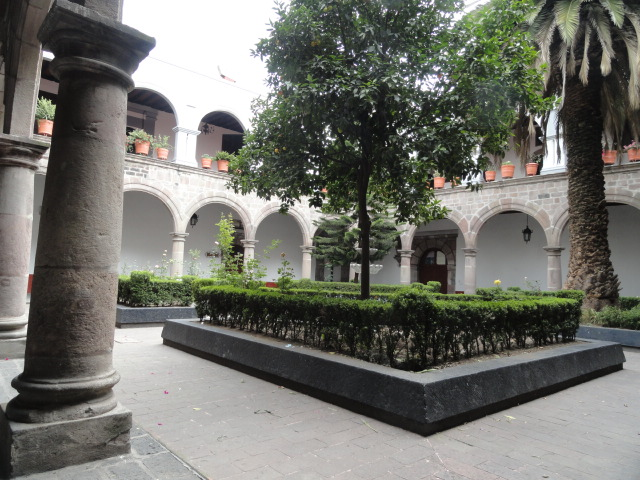
Claustro del Ex-Convento

Debido al mal estado de las cubiertas de vigas de madera, el padre Miguel Soria propuso a la entonces Dirección General de Monumentos Artísticos, sustituirlas por mampostería. Por los tiempos aciagos que corrían, las autoridades pretendieron clausurar el templo, sin embargo, no tuvieron éxito y sólo fueron testigos de una larga remodelación que duró más de 20 años.
La que sí cerraron fue la escuela "José Rosas" que se encontraba adjunta a la iglesia, por brindar educación católica. Se quiso ubicar otra institución educativa aunque de carácter civil y las malas condiciones del inmueble lo impidieron. Lo anterior aconteció en 1925.
Más adelante, en 1933, los vecinos solicitaron a Bienes Nacionales la instalación de un centro deportivo en la que parte que ocupó el inmenso atrio. Desde luego la petición fue denegada. Ya en 1934 fue declarado como Monumento Histórico por el Gobierno de la República.
Al concluir los trabajos de remodelación, fueron entregados 24 bancos; una escultura de la Virgen de Dolores; una reliquia que consiste en la mano de San Pedro Alcántara guardada en un relicario de plata; una campana con un peso de mil 991 kilos, misma que se fabricó con la fundición de la vieja campana así como seis altares todos de mármol.
En 1948 un avalúo de este inmueble arrojó como resultado un millón 320 mil pesos.

## Distribución
Dentro del templo, hay acceso a una capilla, localizada al lado izquierdo, llamada "Capilla del Santísimo Sacramento", donde diario se expone la Custodia con la hostia consagrada. 

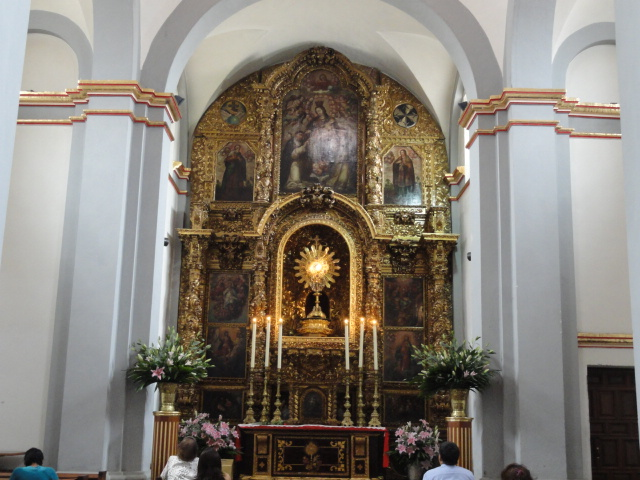
Capilla del Santísimo Sacramento

Junto a esa capilla, esta la "Capilla de las Vírgenes" donde cada Semana Santa rezan el rosario ante el santo entierro, su nombre proviene de que en esta capilla, se reservan todas las estatuas de las advocaciones de la virgen que tiene la parroquia.

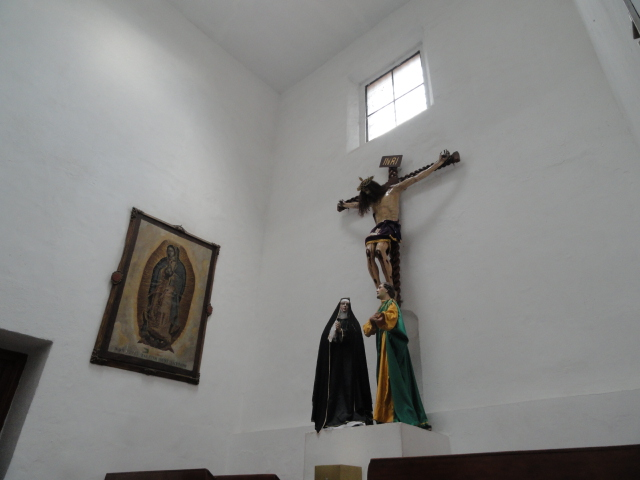
Capilla de la Santa Cruz

Del lado derecho del presbiterio, hay una capilla llamada "Capilla de la Santa Cruz" que pertenece ya al convento, que también hay acceso, por el templo, junto a la capilla antes mencionada.

## Sacristía
Sencilla, decorada con pinturas virreinales, y muros blancos, 2 bóvedas con linternilla, decoradas con chapa de oro, así como muebles con detalles franciscanos, 3 credencias y una mesa con sítulas.

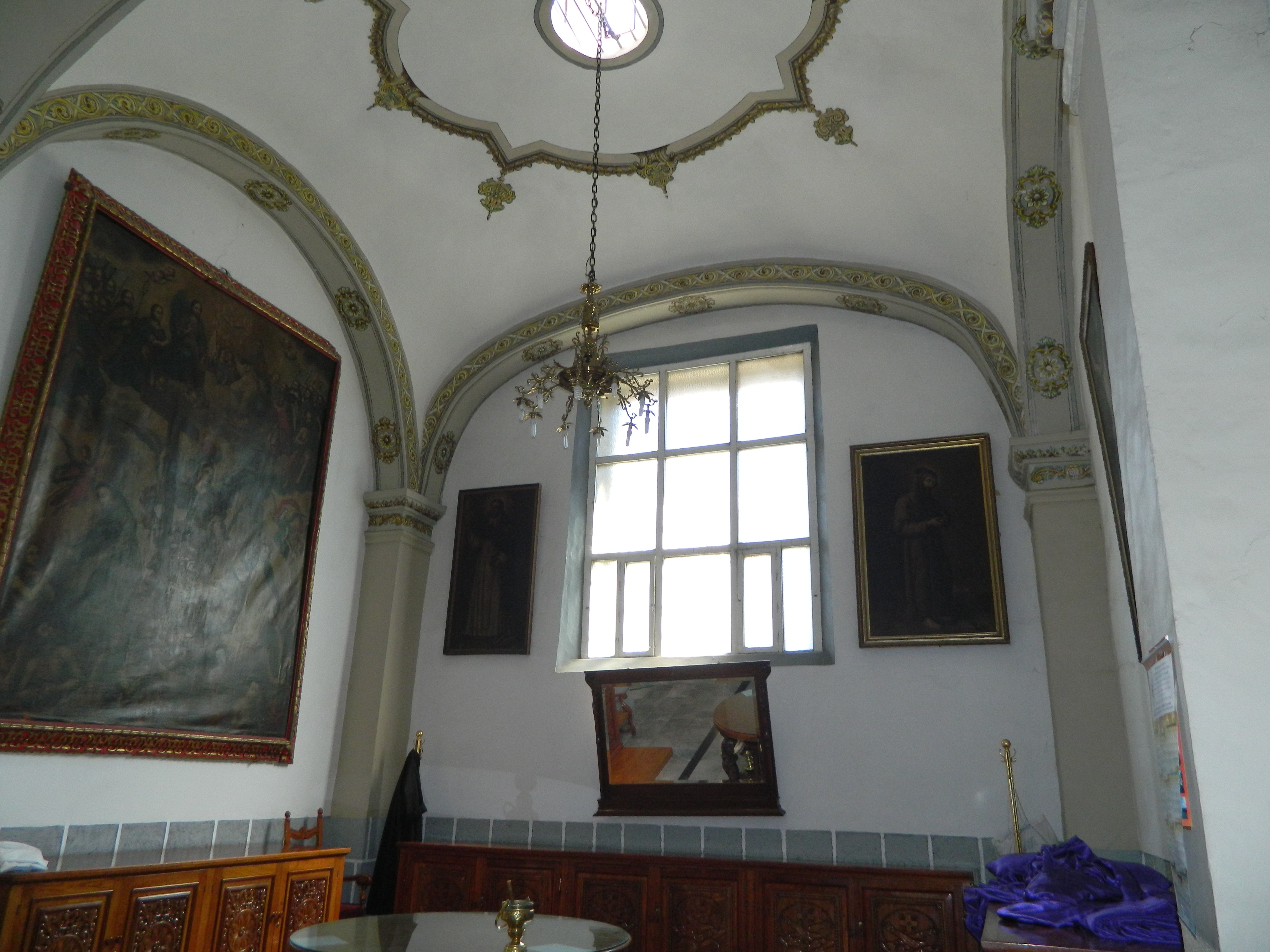
Sacristía parroquial.

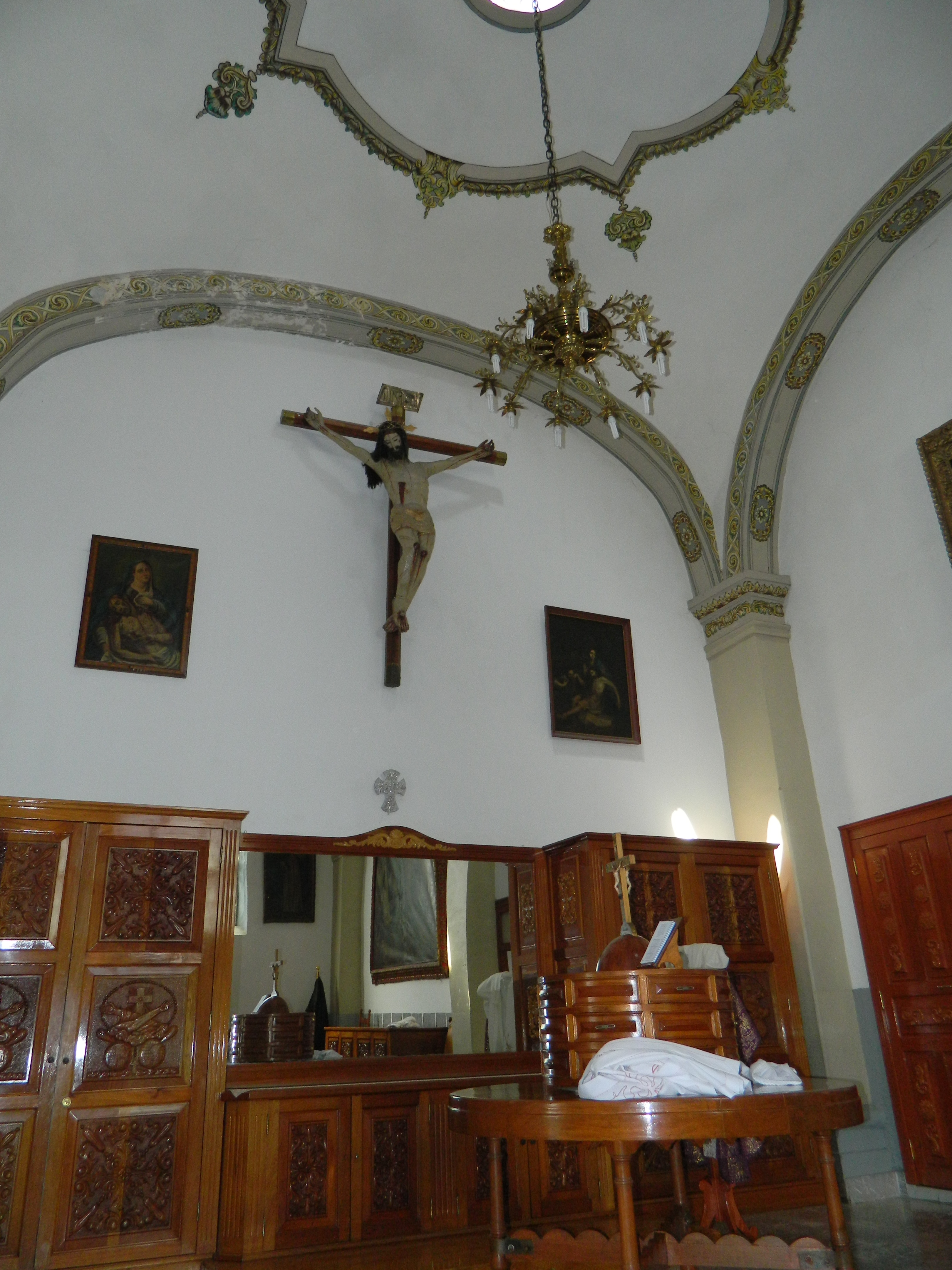
Sacristía parroquial.

## Sucesos

### Muerte de María de la Luz Cirenia Camacho González

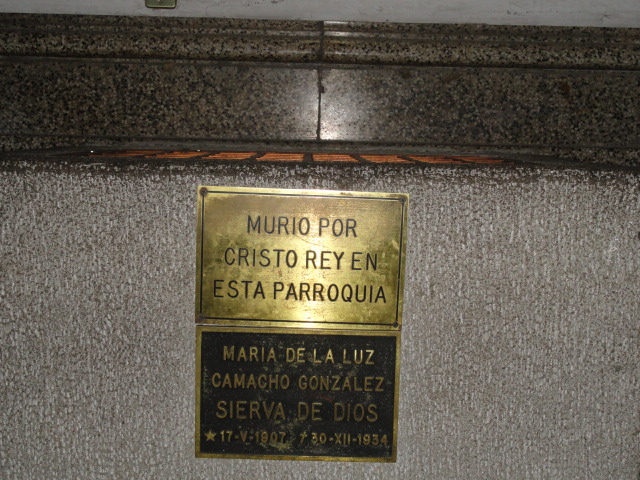
Restos de María de la Luz Cirenia Camacho González

En 1934, en la fachada de la actual iglesia, se juntó un motín anticatólico de los Camisas rojas; teniendo como líder al político Tomás Garrido Canabal, comenzaron a disparar contra la fachada y los fieles presentes, entre ellos María de la Luz Cirenia Camacho González. Fue herida en el pecho, Fray Alejandro Torres, párroco, tuvo tiempo de ungirla con los santos óleos. Sus restos se preservan todavía en esta parroquia, la mártir está en proceso de Beatificación.

### Supuesta Aparición de la Virgen
A finales del siglo XX, alrededor de los años 80, en una barda que da hacia el Jardín Hidalgo, amaneció una mancha negra con la forma de la Virgen de Guadalupe. Medios de comunicación, como fieles y Sacerdotes asistieron al lugar, con curiosidad y fe a venerar a la virgen. Por el paso del tiempo, la imagen ha ido desapareciendo, la gente lo ignora.

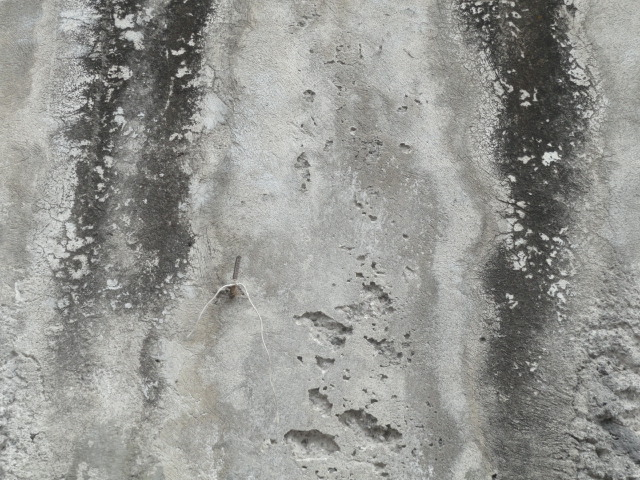
Supuesta Aparición de la Virgen.

### Otros
En octubre de 2008, se efectuó un concierto en la iglesia, presentando el réquiem de Mozart, con la Orquesta Sinfónica de Coyoacán Director: El Maestro Daniel Hazan. Coro Alpha Nova del Instituto Politécnico Nacional, Solistas: Armando Gama, Verónica Alexanderson, Leonardo Villeda. Acudió una gran multitud de interesados al evento.

## Leyendas y mitos de este lugar.

### El hermano lego
La parroquia de San Juan Bautista fue una de las primeras de la Nueva España. Después de casi cinco siglos de existencia, muchas de las leyendas que surgieron entre sus muros se siguen contando. Una de las más antiguas, relata que el Hermano Lego –de la orden de los Dominicos – no sabía leer ni escribir, por lo que había memorizado sus oraciones. Todas las mañanas y noches rezaba 150 Ave María y diariamente él era el primero en despertar e ir a la capilla. Cuando los demás monjes llegaban a celebrar sus oraciones de la mañana, el lugar estaba lleno de rosas que parecían recién cortadas. En una ocasión, el Hermano Superior preguntó quién se encargaba de adornar el altar de la Virgen, pero nadie respondió y los rosales del jardín no parecían perder flores. Un día, el Hermano Lego enfermó gravemente y no pudo ir a la capilla. Los monjes notaron que el altar no tenía las acostumbradas rosas y dedujeron que él era quien las llevaba a diario. La siguiente mañana, el Hermano Lego –aún enfermo– no estaba en su cama, cuando llegó la hora de reunirse en la capilla lo vieron arrodillado frente a la imagen de la Virgen recitando sus Ave María. En ese momento todos presenciaron el milagro: por cada oración, una rosa aparecía en los floreros. Al terminar sus 150 rezos, el Hermano Lego murió a los pies de la Virgen.

## Actualidad
El templo es parroquia de Villa Coyoacán, maneja las iglesias de Santa Catarina, La Inmaculada Concepción "La Conchita", La capilla de San Antonio Panzacola, y la capilla del Santo Niño Jesús. Es administrada por la Orden Franciscana en México, su párroco es Fr. Roberto Rosas O.F.M.
Durante el terremoto del 19 de septiembre de 2017, se derrumbó la cruz que remataba el campanario y se presentaron varias cuarteduras en su interior (que hasta la fecha siguen sin restaurarse).